# Filipe Joaquim Melo Silva
Filipe Joaquim Melo Silva (Santa Maria de Lamas, 3 novembre 1989) è un calciatore portoghese, centrocampista dell'União de Lamas.

## Caratteristiche tecniche
Gioca come mediano.